# Ida Hoberg
Ida Margrethe Hoberg Rasmussen (* 9. Juni 2003 in Viborg) ist eine dänische Handballspielerin, die aktuell beim dänischen Erstligisten EH Aalborg unter Vertrag steht.

## Karriere
Ida Hoberg spielte als Jugendliche beim dänischen Club Viborg HK. 2020 wechselte sie zum Ligakonkurrenten Randers HK. Durch dessen Insolvenz Ende 2022 wurde der Handballbetrieb zeitweise eingestellt und Hoberg vereinslos. Anfang 2023 schloss sie sich dem isländischen Verein Knattspyrnufélag Akureyrar an. Im Sommer 2023 verpflichtete die HSG Blomberg-Lippe Hoberg als Ersatz für die verletzte Nele Franz. Zur Saison 2025/26 wechselte sie zum dänischen Verein EH Aalborg.